# Moritz von Auffenberg
Moritz svobodný pán Auffenberg z Komarówa, (německy Moritz Friedrich Josef Eugen Freiherr Auffenberg von Komarów) (22. května 1852 Opava – 18. května 1928 Vídeň), byl rakousko-uherský generál a politik. V c. k.armádě sloužil od roku 1871, zastával řadu funkcí u různých jednotek a v roce 1910 dosáhl hodnosti generála pěchoty. V letech 1911–1912 byl ministrem války Rakouska-Uherska. Za první světové války byl velitelem na východní frontě a zvítězil v bitvě u Komarówa. V dalším postupu byl poražen ruskou armádou a v roce 1915 odvolán na dovolenou, poté žil v soukromí. V roce 1915 byl povýšen na barona.

## Biografie

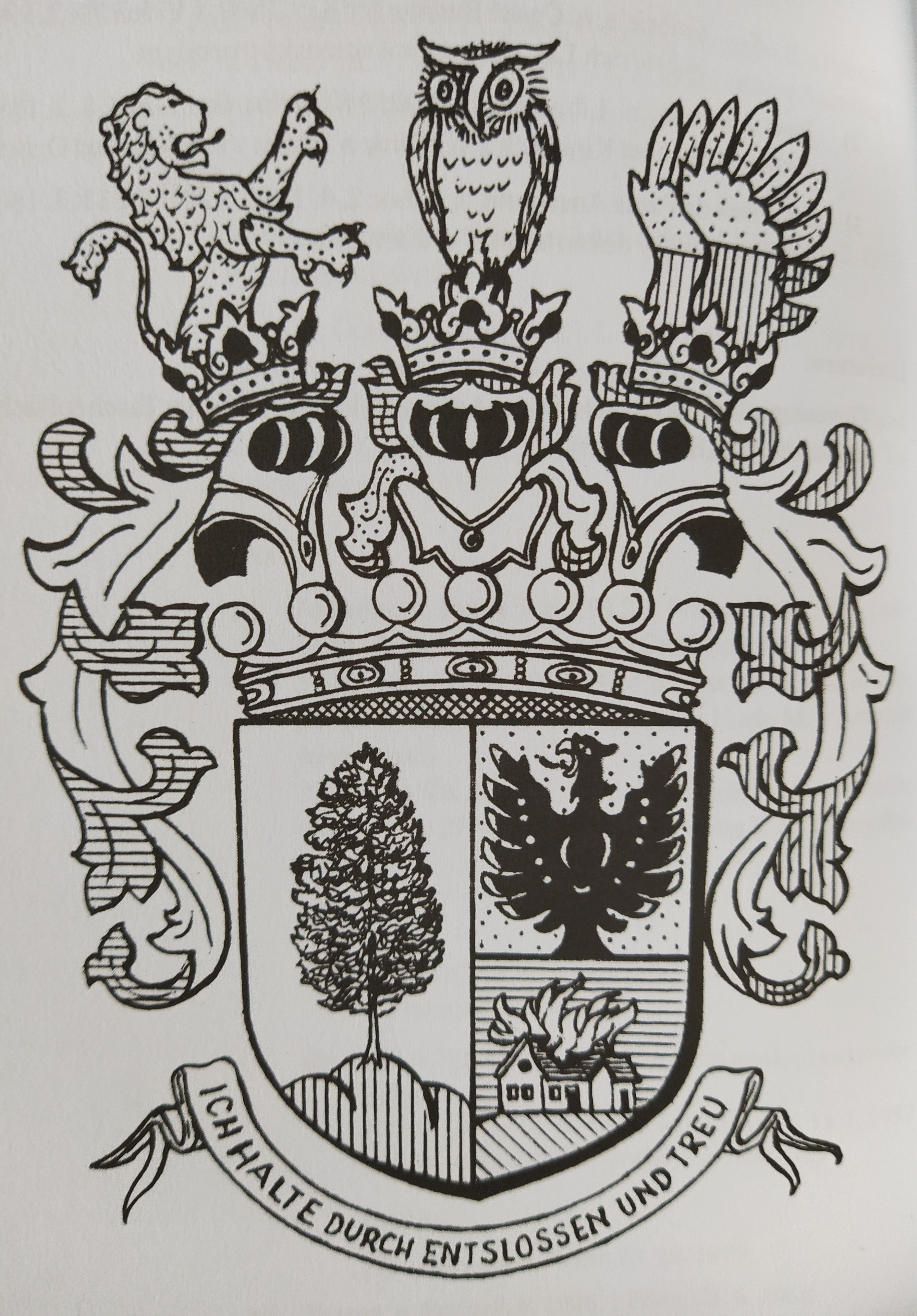
Erb rodu Auffenbergů

Pocházel z Opavy, narodil se jako jediný syn c. k. c. k. dvorního rady Moritze Auffenberga (1816–1889), pozdějšího prezidenta zemských soudů v Černovicích a Lvově. V rodné Opavě začal studovat německé gymnázium, poté přešel na kadetní školu v Hainburgu, v letech 1867–1871 studoval na Tereziánské vojenské akademii ve Videňském Novém Městě. Do armády vstoupil v roce 1871 jako poručík a vystřídal službu u různých jednotek v Praze, Vídni a Olomouci. V letech 1875–1877 si doplnil vzdělání na Válečné škole (K.u.k. Kriegschule) ve Vídni a byl povýšen na nadporučíka (1877). V roce 1878 se zúčastnil okupace Bosny a Hercegoviny, poté absolvoval inspekční cestu do Banátu. V roce 1880 byl v hodnosti kapitána zařazen do sboru důstojníků generálního štábu. Poté sloužil v Budapešti a ve Lvově, krátce působil také na ministerstvu války. V roce 1885 byl přidělen k železničnímu odboru generálního štábu a v roce 1886 absolvoval studijní cestu do Bulharska, Turecka a Srbska. V roce 1888 byl povýšen na majora a přešel na pozici šéfa štábu 19. pěší divize v Plzni. V roce 1890 byl přeložen k 28. pěšímu pluku do Lublaně a v roce 1891 získal hodnost podplukovníka. V roce 1895 byl povýšen na plukovníka a převzal velení 78. pěšího pluku v Osijeku.
V roce 1900 dosáhl hodnosti generálmajora a dalších pět let strávil v Györu jako velitel 65. pěší brigády v Györu. V roce 1905 byl povýšen na polního podmaršála a stal se velitelem 36. pěší divize v Záhřebu.. V roce 1907 byl povolán do Vídně a zastával funkci generálního inspektora důstojnických škol.. Od října 1909 do září 1911 zastával funkci velitele 15. armádního sboru v Sarajevu. K datu 1. května 1910 byl povýšen do hodnosti generála pěchoty.
Od 20. září 1911 do 9. prosince 1912 zastával post ministra války Rakouska-Uherska (jedno ze tří společných ministerstev Rakouska-Uherska, zřízených po rakousko-uherském vyrovnání). Do úřadu se dostal díky podpoře následníka trůnu Františka Ferdinanda d'Este. Ve funkci ministra začal prosazovat novou metodiku v personálním obsazování velitelských postů založenou především na vzdělání a zkušenostech bez ohledu na urozený původ. S tímto plánem narazil na odpor především v Uhrách, kde byla zažitá tradice služebního postupu ve šlechtických kruzích. Jako ministr byl zastáncem umírněného postupu během balkánských válek a prosadil nový branný zákon.
Z postu ministra byl odvolán již v roce 1912 a vrátil se na pozici armádního inspektora. Počátkem první světové války byl povolán na východní frontu, kde byl jmenován jedním z vrchních velitelů rakousko-uherských vojsk. Stal se velitelem 4. armády v Haliči složené ze čtyř armádních sborů. V srpnu 1914 zvítězil v bitvě u Komarówa, v otázce dalšího taktického postupu proti Rusům se dostal do sporu s náčelníkem generálního štábu Franzem Conradem. V září 1914 byl po porážce v bitvě u Rawy zproštěn funkce a čelil kritice za špatné velení. Byl převelen do zálohy a za svá pochybení byl dvakrát postaven před válečný soud, pokaždé byl ale osvobozen od dalšího stíhání. V armádě byl formálně penzionován až k datu 1. ledna 1919. I když nástupnické státy zaniklé rakousko-uherské monarchie přebíraly finanční závazky vůči vysloužilým důstojníkům, Rakouská republika odmítla Auffenbergovi vyplácet penzi. Finanční zajištění našel Auffenberg jako autor řady novinových článků s vojenskou tematikou, napsal také dvě knihy.

## Tituly a ocenění
Po nobilitaci svého otce užíval šlechtický titul rytíř (Ritter, 1869). Jako velitel armádního sboru obdržel v roce 1909 titul c. k. tajného rady s nárokem na oslovení Excelence. Od roku 1910 byl čestným majitelem pěšího pluku č. 64. Osobním dopisem císaře Františka Josefa byl v roce 1915 povýšen do stavu svobodných pánů s predikátem z Komarówa (Freiherr Auffenberg von Komarów), příslušný diplom byl ale vydán až k datu 14. března 1917 za vlády císaře Karla I. Během vojenské služby obdržel řadu vyznamenání. 

### Řády a vyznamenání
- Válečná medaile (1879)
- Jubilejní pamětní medaile (1898)
- Řád železné koruny III. třídy  (1899)
- rytířský kříž Leopoldova řádu (1907)
- Vojenský jubilejní kříž (1908)
- Řád železné koruny I. třídy  (1912)
- velkokříž Leopoldova řádu s válečnou dekorací (1914)
- Řád sv. Alexandra (Bulharsko, 1912)
- Řád knížete Danila I. I. třídy (Černá Hora, 1912)

## Dílo
- Aus Österreich-Ungarns Teilnahme am Weltkriege. Berlin/ Wien 1920, na archive.org
- Aus Österreich Höhe und Niedergang; eine Lebensschilderung. München 1921, na archive.org

## Rodina
V roce 1892 se v Lublani oženil s Terezií Maurerovou (1872–1942) Z jejich manželství se narodila jediná dcera Erika Marie (1893–1985), provdaná za důstojníka Gustava Adolfa (1887–1967), který původně sloužil v rakousko-uherské armádě, později byl generálporučíkem wehrmachtu a adopcí přijal příjmení Adolf-Auffenberg-Komarow.